# Pierre de Saint-Joseph

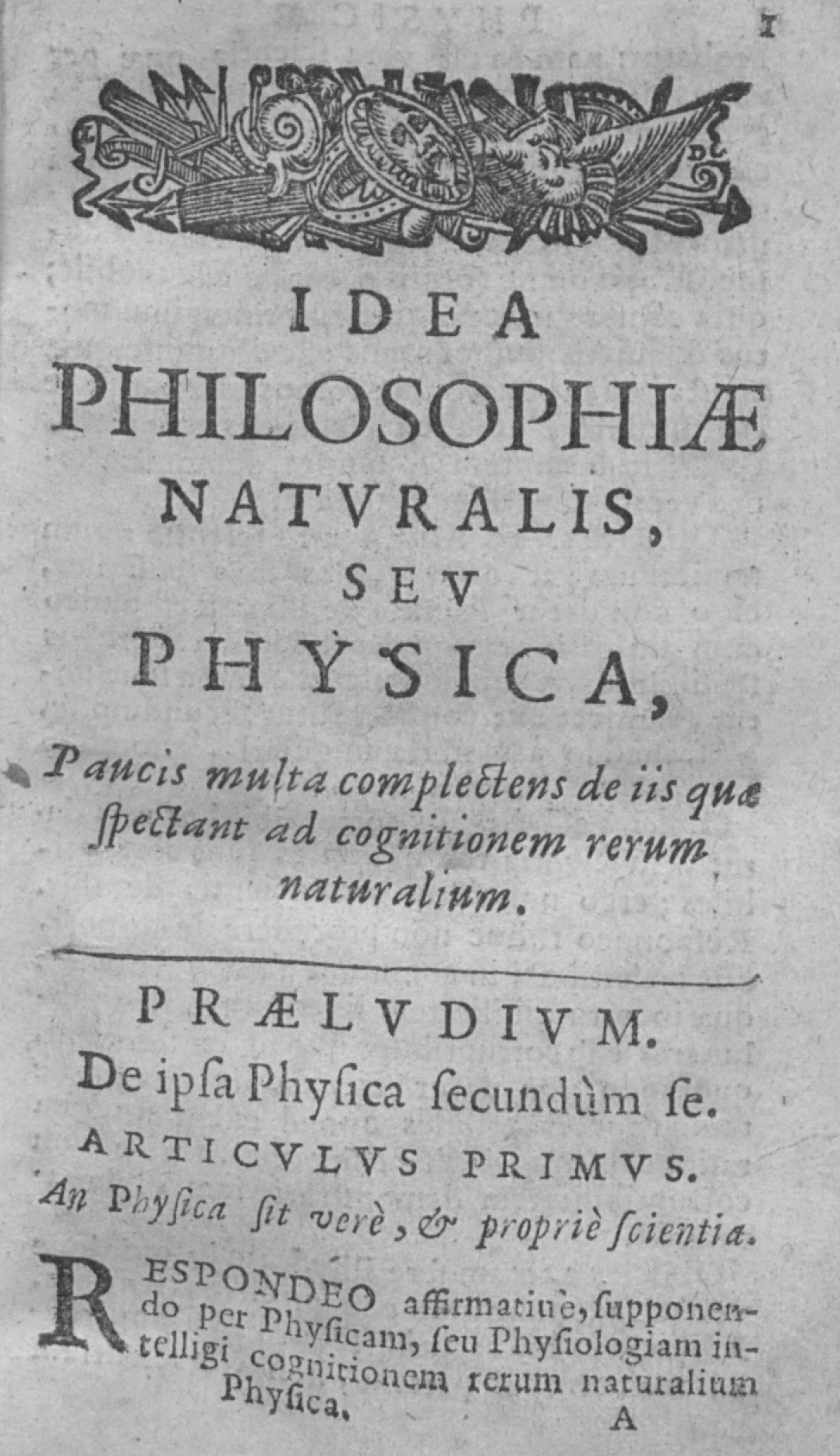
Idea philosophiae naturalis, seu physica, página del título

Pierre de Saint-Joseph (en latín: Petrus A Sancto Josepho), de nombre secular Pierre Comagère (Auch, 1594-París, 1662), fue un filósofo y teólogo cisterciense francés.

## Obras
- Defensio s. Thomae Aquinatis (en latín). Lyon: Vincent de Coeursilly. 1633.
- Idea theologiae speculativae (en latín). Colonia: Konstantin Münich. 1640.
- Idea theologiae moralis (en latín). París: Georges Josse. 1645.
- Theses universae theologiae (en latín). Colonia: Konstantin Münich. 1648.
- Idea philosophiae rationalis, seu logica (en latín). París: Georges Josse. 1654.
- Idea philosophiae naturalis, seu physica (en latín). París: Georges Josse. 1659.
- Summula casuum conscientiae (en latín). Lyon: Antoine Beaujolin y Michel Goy. 1666.
- Les sentimens de Saint François de Sales (en francés). París: F. Muguet. 1669.
- Idea philosophiae universalis, seu metaphysica (en latín). Colonia: Konstantin Münich. 1671.